# Владислав Лещинський
Владислав Лещинський (пол. Władysław Leszczyński; 1613 — 1679) — державний діяч, урядник Королівства Польського в Речі Посполитій.

## Життєпис
Походив з польского магнатського роду Лещинських гербу Венява. Син Вацлава Лещинського, великого канцлера коронного, та Анна Роздражевської. Народився у 1613 році в м. Лешно. Здобув освіту в коледжі єзуїтів. У віці 10 років, під час приїзду короля Сигізмунда III, він з'явився в театральній виставі «Розсудливість» в шкільному театрі. Через рік він написав вірш на честь примаса Генрика Фірлей. Після цього навчався в Інгольштадтському університеті (Баварія).
У 1632 році одружився з представницею шляхетського роду Гаєвських з Блочишова. Почав свою кар'єру при королівському дворі в 1634 році. 1639 року стає депутатом Коронного Трибуналу.
У 1642 вперше обирається послом на сейм. 1645 року надано староство віснювське (до 1657 року). У 1648 році на конвакційному сеймі підтримував кандидатуру Яна Казимира Вази. 1649 року стає членом військової комісії, що займалася сплати жалування жовнірам. Незабаром став крайчим короля і королеви. Того ж року знову обирається на вальний сейм.
29 липня 1650 року був призначений підкоморієм познанським (до 1656 року). 1651 року надано староство тишівціське. 1652 року стає підшавим коронним. Владислав Лещинський на чолі власної корогви брав участь у битві під Берестечком проти українських козаків на чолі із Богданом Хмельницьким. Призначається ромистром королевським. У 1652 обирається послом на сейм, де отримав фінансування спочатку 100, потім 150 кінним аркибузів. Того ж року отримав староство остшешувське (до 1665 року).
1653 року йому було довірено викупити польських полонених татарського полону. З цією метою він отримав 10 000 злотих. У листопаді 1654 року брав участь у з'їзді сенаторів і сановників Великопольщі. Звинувачений у зловживанні владою, Лещинський у 1654 році був засуджений до баніції на Люблінському трибуналі. Під час вторгнення шведів у 1655 році він перебував у вигнанні у Вроцлаві, формуючи там військові частини. У 1656 році він був призначений воєвода ленчицьким. Від продажу різних маєтностей і товарів отримав 27 тис. злотих, які використав для набору піхоти і драгунів.
1663 року помирає дружина Лещинського. Невдовзі він одружився вдруге. 1665 року під час рокошу Єжи Себастьяна Любомирського він став на бік останнього. На прохання Кшиштофа Гржимултовського брав участь у поході великопольської шляхти проти короля Яна II Казимира. На сеймі в 1668 році він був призначений зберігачем державної скарбниці на час міжкоролів'я.
У 1673 році від Ленчицького воєводства брав участь в елекційному сеймі, де підтримав обрання королем Яна III Собеського. 1674 року помирає друга дружина Владислава Лещинського. 1675 року одружився втретє — з Барбарою Валевською. Помер у 1679 році.

## Родина
1. Дружина — Катерина, донька Лукаша Гаєвського.
Діти:
- Вацлав (1632—1688), воєвода підляський
- Анна, дружина: 1) Станіслава Биковського, старости коцинського; 2) Станіслава Міхала Скоришевського
- Тереза
- Констанція, черниця
- Магдалена, черниця
- Маріанна, черниця
- Анджей (д/н—1683), канонік гнезненський
- Рафал, чернець
- Ян Ігнацій (д/н — бл. 1697), підчашій великий коронний

2. Дружина — Агнешка, донька Валентія Плічцянського, каштеляна равського.
Дітей не було.
3. Дружина — Барбара Валевська.
Діти:
- Людовика